# Hopedale (Illinois)
Hopedale è un comune degli Stati Uniti d'America, situato in Illinois, nella Contea di Tazewell.